# Hästskoräka
Hästskoräka (Triops cancriformis) är ett kräftdjur som tillhör familjen hästskoräkor (Triopsidae).
Namnet har den fått på grund av dess yttre likhet med hästskokrabborna, vilka tillhör palpkäkarna (Chelicerata) och inte kräftdjuren. T. cancriformis är den största av alla arter sköldbladfotingar, och uppgift finns om ett vildfångat exemplar som uppmätt 11 centimeter (svansutskotten oräknade), även om de oftast bara blir hälften så stora.
Denna hästskoräka brukar anses vara den äldsta, nu levande, arten i världen - man har hittat 220 miljoner år gamla fossil vilka verkar vara identiska med nu levande T. cancriformis.
Arten är rödlistad i Sverige. I 2005 års rödlista upptogs den som starkt hotad. I 2010 och 2015 års rödlista anges den som nära hotad. Den uppträder på våren och hösten i grunda, temporära vattensamlingar (så kallad vät) på Öland. I Sverige genomfördes (med start 2006) en stor inventering av bladfotingar - denna hittade arten på två platser på Öland, och ytterligare två förekomster hittades av amatörbotaniker på utflykt. Ytterligare några lokaler har hittats sedan dess, uppskattningsvis omkring 10 (1-20). 
Den finns sällsynt på flera platser i Europa, däribland England, Tyskland och Schweiz. I England förekommer försök till utplantering av odlade T. cancriformis. 
Olika arter av sköldbladfotingar kläcks ibland upp i små akvarier, som lättodlade husdjur eller i skolprojekt, däribland denna art.